# Heavy Tiger
Heavy Tiger war eine schwedische Hard-Rock-Band aus Stockholm. Die Band hat bislang zwei Studioalben veröffentlicht.

## Geschichte
Die Band wurde im Jahre 2010 von der Sängerin und Gitarristin Maja Linn Samuelsson gegründet. Kurze Zeit später stießen die Bassistin Sara Frendin und die Schlagzeugerin Astrid Carsbring hinzu. Der Name stammt von dem Lied „Heavy Tiger“ der finnischen Band The Flaming Sideburns. Heavy Tiger spielten zahlreiche Konzerte in Schweden, Spanien sowie im Vorprogramm von Imperial State Electric in Finnland.
Im Winter 2013 veröffentlichte die Band über das spanische Plattenlabel Ghost Highway Records die 7″-Single Talk of the Town. Danach nahmen die Musikerinnen in Eigenregie ihr Debütalbum Saigon Kiss auf, das von Fred Estby produziert wurde. Schließlich wurden Heavy Tiger von dem deutschen Plattenlabel High Roller Records unter Vertrag genommen. Saigon Kiss wurde am 28. Februar 2014 veröffentlicht. 
Im Sommer 2015 trat die Band im Rahmen der Sendung Sommarkrysset erstmals im schwedischen Fernsehen auf. Ein Jahr später veröffentlichten Heavy Tiger die EP Devil May Care, bevor am 24. März 2017 das zweite Studioalbum Glitter über das Label Soundpollution Records erschien. Im Oktober 2019 verkündete die Band ihre Auflösung, da alle Mitglieder andere Prioritäten haben.

## Stil
Heavy Tiger spielen eine Mischung aus dem Hard Rock der 1970er Jahre und Rock ’n’ Roll. Sara Frendin nannte in einem Interview mit dem deutschen Magazin Rock Hard Bands wie Thin Lizzy, AC/DC, die Rolling Stones und The Who als musikalische Einflüsse.

## Diskografie
- 2013: Talk of the Town (7″-Single, Ghost Highway Records)
- 2014: Saigon Kiss (Album, High Roller Records)
- 2016: Devil May Care (EP, Soundpollution)
- 2017: Glitter (Album, Soundpollution)